# Борщівська центральна районна клінічна лікарня
Борщівська центральна районна клінічна лікарня — лікувальний заклад у м. Борщеві Тернопільської області України.

## Персонал

### Головні лікарі
- Іван Невістюк — 1996—?,[1]
- Олег Романович Прокопович — нині

### Лікарі

#### Працювали
- Володимир Кубей — уролог у 1963—1968.[2]
- Мирослав Мизак — лікар-терапевт, лікар-дерматовенеролог, завідувач (1987—2001), лікар-ординатор (2001—2005) дерматовенерологічного відділення[3],
- Євген Півсеток — у 1974—1976[4],
- Павло Стебло — акушер-гінеколог у 1972—1974[5].

#### Працюють
- Ярослав Костів — завідувач хірургічним відділенням від 1981[6] — донині[7],
- Іван Чепесюк, Богдан Гуцалюк, Володимир Напастюк[7] та інші.